# (437823) 2015 DV166
(437823) 2015 DV166 es un asteroide perteneciente al cinturón de asteroides, descubierto el 12 de mayo de 2007 por el equipo Spacewatch desde el Observatorio Nacional de Kitt Peak (Arizona, Estados Unidos).